# Yondu Udonta
Yondu Udonta, beter bekend als Yondu, is een personage uit de strips van Marvel Comics. Hij kwam voor het eerst voor in Marvel Super-Heroes #18 (januari 1969) en werd bedacht door Stan Lee en Arnold Drake. Yondu is lid van de superheldengroep Guardians of the Galaxy en is de adoptievader van Peter Quill beter bekend als Star-Lord.
De Nederlandse stem van Yondu Udonta is Leo Richardson, voorheen was dit Lucas Dietens. 

## Biografie
Yondu Udonta werd als kind verkocht door zijn ouders aan de Kree. Na 20 jaar gediend te hebben als gevechtsslaaf werd hij bevrijd door een clan van de Ravagers. Hij werd lid van de Ravagers en werd later leider van de ruimtepiraten. Hij werd onder andere mentor van Peter Quill met wie hij een sterke band opbouwde.

## In andere media

### Marvel Cinematic Universe
Sinds 2014 verscheen dit personage in het Marvel Cinematic Universe en wordt vertolkt door Michael Rooker. Yondu is de groepsleider van de Ravagers en reist veel door de ruimte. Samen met de Ravagers heeft hij Peter Quill op jonge leeftijd van de aarde ontvoerd. Quill werd verplicht voor Yondu en zijn team te werken, zo moest hij het ruimteschip schoonhouden en verschillende inbraken plegen. In de tweede film waar Yondu in verscheen, werd bekendgemaakt waarom hij Peter had ontvoerd. Ego the Living Planet is een zeldzame aliensoort die in vele werelden met verschillende soorten wezens een kind maakte in de hoop dat een van die kinderen zijn zeldzame genen over zou nemen. Yondu was degene die deze kinderen van de verschillende planeten ophaalde en afleverde aan Ego. Alle kinderen die Yondu had gebracht werden telkens vermoord omdat ze niet de zeldzame genen hadden, hierdoor besloot Yondu om Quill niet af te leveren maar hem zelf groot te brengen. In de film Guardians of the Galaxy Vol. 2 komt Yondu om het leven terwijl hij Quills leven redt. Yondu Udonta is onder andere te zien in de volgende films en serie:
- Guardians of the Galaxy (2014)
- Guardians of the Galaxy Vol. 2 (2017)
- What If...? (2021-2024) (stem) (Disney+)
- The Guardians of the Galaxy Holiday Special (2022) (stem) (Disney+)
- Guardians of the Galaxy Vol. 3 (2023)

### Televisieserie
Yondu Udonta heeft ook een rol in de animatieserie Guardians of the Galaxy, de Nederlandse stem hiervan wordt ingesproken door Daan van Rijssel.

### Computerspelen
Sinds 2014 is er een verzamelfiguur van het personage Yondu Udonta voor het computerspel Disney Infinity. Zodra deze figuur op een speciale plaats wordt gezet, verschijnt het personage online in het spel. De Nederlandse stem wordt ingesproken door Daan van Rijssel.